# Clifford Etienne
Clifford „Cliff“ Etienne (* 9. März 1972 in Lafayette, Louisiana) ist ein ehemaliger US-amerikanischer Schwergewichtsboxer, dessen Profikarriere von Dezember 1998 bis Mai 2005 andauerte. 

## Boxkarriere
Etienne begann seine Profikarriere im Dezember 1998 und gewann 19 Kämpfe in Folge, darunter gegen die ungeschlagenen Talente Lamon Brewster (23-0) und Lawrence Clay-Bey (12-0), ehe er im März 2001 erstmals gegen Fres Oquendo (19-0) unterlag. Zu diesem Zeitpunkt war er vom Weltverband WBC bereits auf Platz 4 der Weltrangliste geführt worden. Danach blieb er in sechs weiteren Kämpfen ungeschlagen und erzielte dabei im Juli 2002 ein Unentschieden gegen Francois Botha (44-4). Seinen bedeutendsten Kampf bestritt er, von der WBO auf Platz 3 der Welt geführt, am 22. Februar 2003 gegen Mike Tyson (49-4), wobei er jedoch nach nur 49 Sekunden der ersten Runde durch K. o. verlor.
Im Anschluss blieb er wieder in sechs Kämpfen ungeschlagen, ehe er 2005 jeweils gegen Calvin Brock (23-0) und Nikolai Walujew (40-0) verlor.

## Sonstiges
Etienne wuchs in ärmlichen Verhältnissen in New Iberia auf und wurde 1988 wegen eines Raubüberfalls auf ein Einkaufszentrum in Lafayette zu 40 Jahren Freiheitsstrafe verurteilt, wobei er im Gefängnis mit dem Boxsport begann und nach rund zehn Jahren Haft auf Bewährung entlassen wurde. Nach einem im August 2005 erfolgten Überfall auf ein Scheckeinlösegeschäft in Baton Rouge wurde Etienne im Juni 2006 unter anderem wegen bewaffneten Raubüberfalls, zwei Fällen von versuchtem Mord zweiten Grades sowie versuchten Autodiebstahls und Entführung zweiten Grades zu 160 Jahren Haft ohne Aussicht auf Begnadigung verurteilt. Im Gefängnis Louisiana State Penitentiary widmete er sich der Malerei. Seine Strafe wurde 2013 auf 105 Jahre reduziert.